# Тиммаспе
Тиммаспе (нем. Timmaspe) — община в Германии, в земле Шлезвиг-Гольштейн. 
Входит в состав района Рендсбург-Экернфёрде. Подчиняется управлению Норторфер Ланд.  Население составляет 1121 человек (на 31 декабря 2010 года). Занимает площадь 15,36 км².